# Pantophthalmidae
Pantophthalmidae (лат.) — семейство насекомых из инфраотряда Stratiomyomorpha отряда двукрылых.

## Описание
Крупные мухи от 18 до 45 мм, внешне похожи на больших мух-львинок. Тело может быть тёмно-коричневой, красноватой или чёрной окраски, с продольными полосами. Глаза большие и занимают большую часть головы, у самок разделены лбом, у самцов сближены. Ротовые органы у обоих полов значительньно редуцированы. Крылья прозрачные в размахе до 100 мм, с жёлтыми или коричневыми пятнами..

## Экология и местообитания
Типичные обитатели влажных тропических лесов. Мухи, по-видимому, не питаются. Самки откладывают яйца в углубления под корой сильно ослабленных (Pantophthalmus bellardii) или свежеупавших деревьев (Pantophthalmus pictus, Pantophthalmus kerteszianus, Pantophthalmus roseri). В число кормовых растений входят представители около 15 семейств, но предпочтение отдается бобовым. Личинки развиваются в древесине повреждённой златками и усачами, питаются бродящим соком. В древесине личинки проделывают поперёк ствола глубокие галереи до 60 см в длину. Окукливание происходит в древесине рядом с выходным отверстием галереи.

## Распространение
Эндемики Неотропической области (Центральная и Южная Америка, от Мексики до Аргентины).

## Систематика и классификация
Положение семейства в системе двукрылых остаётся дискуссионным. Разные авторы на основании изучения имагинальных и личиночных признаков сближают их с стволоедками, древесинницами или львинками. Около 20 видов в 2 родах. Ископаемые виды неизвестны:
- Род Opetiops Enderlein, 1921
  - Opetiops alienus (Hermann, 1916)
- Род Pantophthalmus Thunberg, 1819
  - Pantophthalmus argyropastus (Bigot, 1880)
  - Pantophthalmus batesi  Austen, 1923
  - Pantophthalmus bellardii  (Bellardi, 1862)
  - Pantophthalmus chuni  (Enderlein, 1912)
  - Pantophthalmus comptus  Enderlein, 1912
  - Pantophthalmus engeli (Enderlein, 1931)
  - Pantophthalmus facetus  (Enderlein, 1931)
  - Pantophthalmus frauenfeldi (Schiner, 1868)
  - Pantophthalmus kerteszianus (Enderlein, 1914)
  - Pantophthalmus pictus (Wiedemann, 1821)
  - Pantophthalmus planiventris  (Wiedemann, 1821)
  - Pantophthalmus punctiger (Enderlein, 1921)
  - Pantophthalmus roseni  (Enderlein, 1931)
  - Pantophthalmus rothschildi (Austen, 1909)
  - Pantophthalmus splendidus  Austen, 1923
  - Pantophthalmus subsignatus  (Enderlein, 1931)
  - Pantophthalmus tabanidus  Thunberg, 1819
  - Pantophthalmus vittatus (Wiedemann, 1828)
  - Pantophthalmus zoos  (Enderlein, 1931)